# Libanesischer FA Cup 2016/17
Der Libanesische FA Cup 2016/17 war die 45. Austragung des Fußballpokalwettbewerbs der Männer. Die zwölf Mannschaften aus der libanesischen Premier League stiegen erst im Achtelfinale ein. Titelverteidiger war Nejmeh Club.
Al-Ansar hat sich mit einem 1:0-Sieg im Finale gegen Safa SC Beirut zum 14. Mal den Titel gesichert und qualifizierte sich somit für den AFC Cup 2018.

## 1. Runde
| Datum                       |                         | Ergebnis             |                        |
| --------------------------- | ----------------------- | -------------------- | ---------------------- |
| Samstag, 17. September 2016 | Al Shabab Al Arabi (II) | 3:2 n. V. (1:1, 0:1) | Hekmeh FC (II)         |
| Sonntag, 18. September 2016 | al-Mabarrah (II)        | 3:0 (1:0)            | Al Riyada w Adab (II)  |
|                             | Shabab al-Ghazieh (II)  | 5:0 (2:0)            | Al-Shabiba Mazraa (II) |
|                             | Al Islah (II)           | 1:2 n. V. (1:1, 0:1) | Al-Ahli Saida (II)     |
|                             | Amal Maarka FC (II)     | 4:1 (3:0)            | Al Ahli Nabatiya (II)  |
|                             | Naser Ber Al Yaas (II)  | 0:3 n. V. (0:0, 0:0) | Homenetmen Beirut (II) |

## 2. Runde
| Datum                      |                         | Ergebnis  |                        |
| -------------------------- | ----------------------- | --------- | ---------------------- |
| Samstag, 12. November 2016 | al-Mabarrah (II)        | 3:2 (0:0) | Shabab al-Ghazieh (II) |
|                            | Al Shabab Al Arabi (II) | 3:1 (1:1) | Amal Maarka FC (II)    |

## Achtelfinale
| Datum                      |                           | Ergebnis  |                     |
| -------------------------- | ------------------------- | --------- | ------------------- |
| Freitag, 16. Dezember 2016 | Tadamon Sur Club (I)      | 1:2 (0:1) | Shabab al-Sahel (I) |
|                            | Al-Ahli Saida (II)        | 0:1 (0:0) | Tripoli SC (I)      |
| Samstag, 17. Dezember 2016 | Salam Zgharta (I)         | 3:1 (2:0) | al-Nabi Sheet (I)   |
|                            | al-Mabarrah (II)          | 2:4 (1:2) | Racing Beirut (I)   |
|                            | al Egtmaaey Tripoli (I)   | 0:1 n. V. | al-Ansar (I)        |
| Sonntag, 18. Dezember 2016 | Homenetmen Beirut (II)    | 2:5 (1:2) | Nejmeh Club (I)     |
|                            | Al Shabab Al Arabi (II)   | 1:3 (1:0) | Safa SC Beirut (I)  |
| Samstag, 11. März 2017     | al-Akhaa al-Ahli Aley (I) | 0:2 (0:0) | al Ahed (I)         |

## Viertelfinale
| Datum                   |                     | Ergebnis                         |                   |
| ----------------------- | ------------------- | -------------------------------- | ----------------- |
| Freitag, 6. Januar 2017 | Tripoli SC (I)      | 0:1                              | Nejmeh Club (I)   |
| Samstag, 7. Januar 2017 | Shabab al-Sahel (I) | 3:3 n. V. (3:3, 1:1) (3:4 i. E.) | al-Ansar (I)      |
| Sonntag, 8. Januar 2017 | Safa SC Beirut (I)  | 3:2 n. V. (2:2, 1:2)             | Racing Beirut (I) |
| Samstag, 18. März 2017  | al Ahed (I)         | 3:1 (1:1)                        | Salam Zgharta (I) |

## Halbfinale
| Datum                  |                    | Ergebnis                         |                 |
| ---------------------- | ------------------ | -------------------------------- | --------------- |
| Sonntag, 19. März 2017 | Safa SC Beirut (I) | 4:1 (1:1)                        | Nejmeh Club (I) |
| Samstag, 1. April 2017 | al Ahed (I)        | 2:2 n. V. (1:1, 1:0) (6:7 i. E.) | al-Ansar (I)    |

## Finale
| Safa SC Beirut                                              | Safa SC Beirut                                                                              | al-Ansar                                                                                    | al-Ansar |
| ----------------------------------------------------------- | ------------------------------------------------------------------------------------------- | ------------------------------------------------------------------------------------------- | -------- |
| Safa SC Beirut                                              | \| Sonntag, 7. Mai 2017 in Sidon (Saida International Stadium) \| \| Ergebnis: 0:1 (0:0) \| | \| Sonntag, 7. Mai 2017 in Sidon (Saida International Stadium) \| \| Ergebnis: 0:1 (0:0) \| | al-Ansar |
| Safa SC Beirut                                              | 0:1 Matej Podstavek (56.)                                                                   |                                                                                             | al-Ansar |
| Sonntag, 7. Mai 2017 in Sidon (Saida International Stadium) |                                                                                             |                                                                                             |          |
| Ergebnis: 0:1 (0:0)                                         |                                                                                             |                                                                                             |          |